# فان ريبيك بارك
فان ريبيك بارك (بالإنجليزية: Van Riebeeck Park)‏ هي بلدة تقع في جنوب أفريقيا في Ekurhuleni Metropolitan Municipality.